# Hińczowa Turniczka
Hińczowa Turniczka (niem. Hinzenseetürmchen, słow. Hincova vežička, węg. Hincó-tavi-tornyocska, ok. 2360 m) – turniczka w Wołowym Grzbiecie (Volí chrbát) w Tatrach Wysokich. Znajduje się w głównej grani Tatr na granicy polsko-słowackiej pomiędzy Hińczową Szczerbiną (Hincova štrbina, ok. 2355 m) a Hińczową Przehybą (Vyšná Hincova priehyba, ok. 2345 m).
Odcinek grani z Hińczową Turniczką oddziela słowacką Dolinę Hińczową od znajdującego się w Polsce Czarnostawiańskiego Kotła. Z obydwu przełączek można na Hińczową Turniczkę wejść bez większych trudności. Na południowy zachód opada z turniczki żebro rozdzielające depresje opadające z przełączek po obydwu jej stronach. Żebro to ma wysokość około 120 m i czym niżej, tym bardziej stromieje. W jego górnej części znajduje się siodełko, przez które prowadzi wariant drogi wspinaczkowej wiodącej granią Wołowego Grzbietu. Ku północnemu wschodowi opada ze szczytu turniczki krótki filarek oddzielający rynny opadające z przełączek. Obydwie rynny łączą się z sobą około 40 m poniżej szczytu Hińczowej Turniczki i przekształcają w depresję, która niżej tworzy komin.
Południowo-zachodnim żebrem Hińczowej Turniczki prowadzi droga wspinaczkowa. Ma trudność III w skali UIAA, a czas jej przejścia od Ścieżki Obejściowej wynosi 15 min. Pierwsze przejście: Iwona i Andrzej Skłodowscy 5 października 2005 r.
Nazwę przełączce nadał Władysław Cywiński.

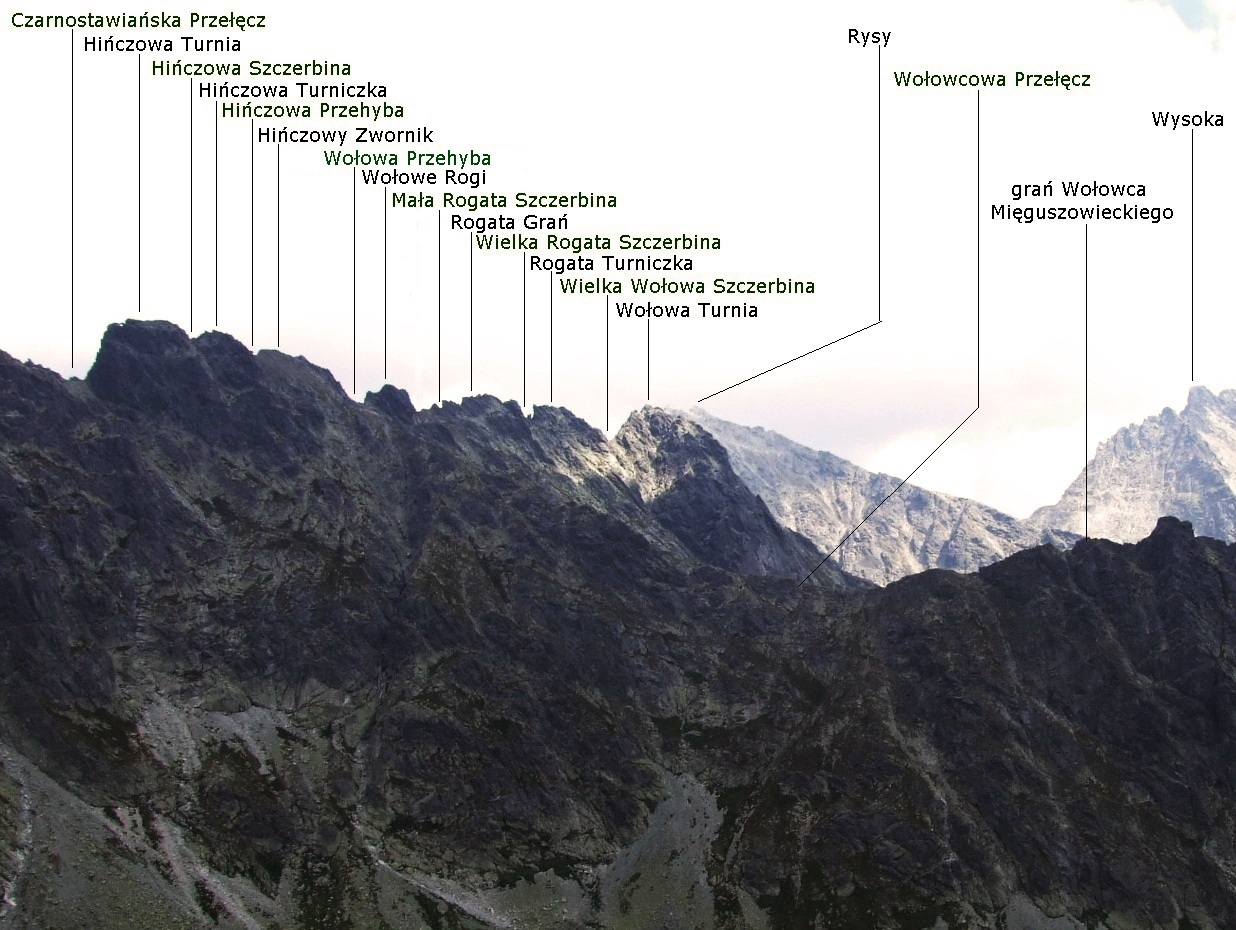
Widok z Wyżniej Koprowej Przełęczy